# Oliver Oakes
Oliver Oakes (ur. 11 stycznia 1988 roku) – brytyjski kierowca wyścigowy.

## Kariera

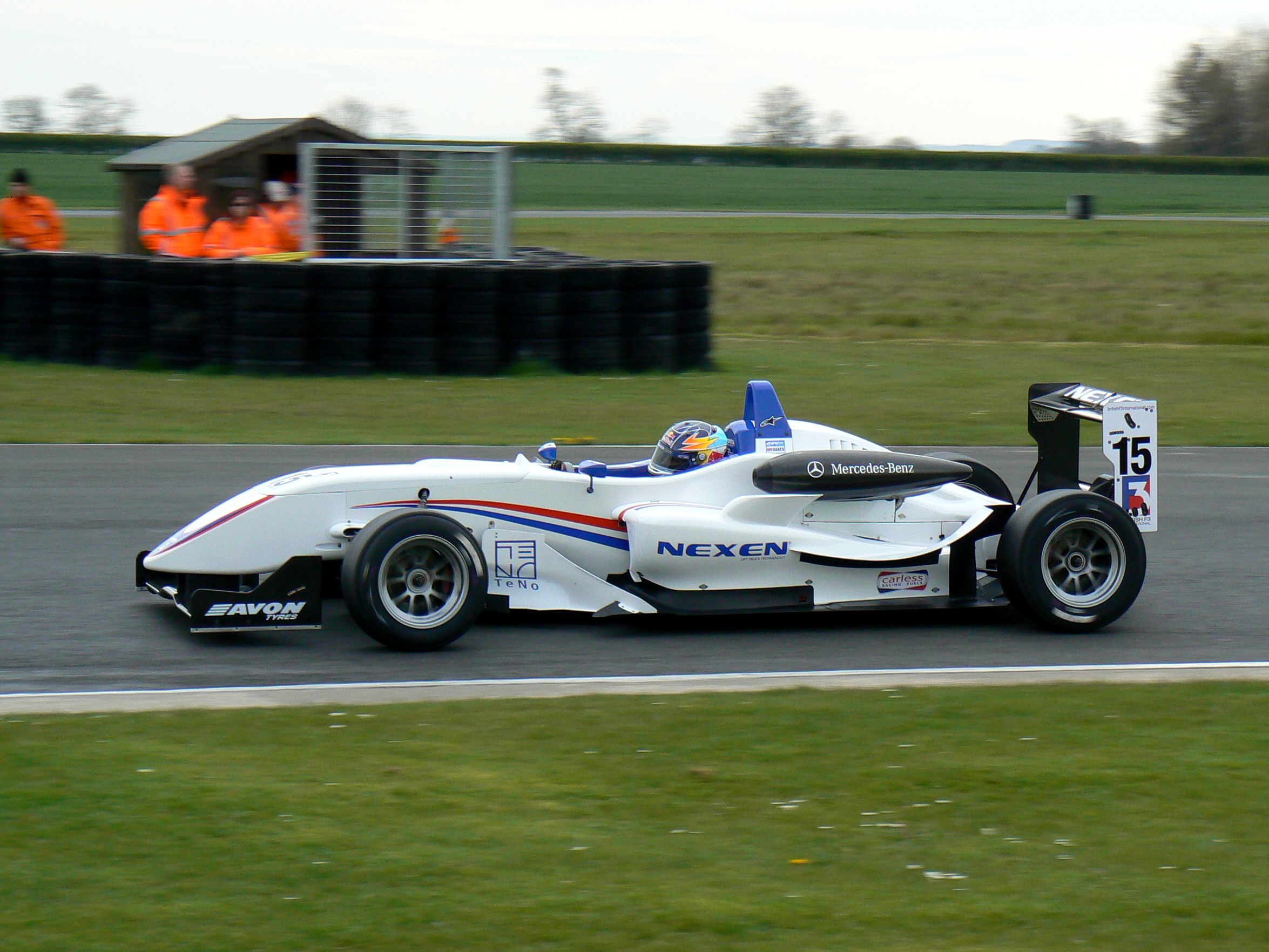
Oliver Oakes podczas zmagań Brytyjskiej Formuły 3, na torze Croft, w 2008 roku

Oliver karierę rozpoczął w 1995 roku od startów w kartingu. W 2006 roku zadebiutował w serii wyścigów samochodów jednomiejscowych – zimowej edycji Brytyjskiej (zdobyte punkty sklasyfikowały go na 26. miejscu) oraz Włoskiej Formuły Renault (nie zdobył jednak punktów).
W kolejnym sezonie brał udział w Brytyjskiej Formule BMW. Reprezentując Carlin Motorsport, Brytyjczyk czterokrotnie stanął na podium, a podczas inauguracyjnego wyścigu na torze Brands Hatch odniósł jedyne zwycięstwo. Oakes wziął udział również w jednej rundzie niemieckiej edycji, na torze Lausitz. Oba wyścigi zakończył jednak poza czołową dziesiątką. Oliver zaliczył również pojedyncze starty we wschodnioeuropejskiej oraz europejskiej Formule Renault. W pierwszej z nich sklasyfikowany został na 27. miejscu, natomiast w drugiej także uzyskał kilka punktów, jednakże nie był liczony do klasyfikacji.
W roku 2007 startował równocześnie we wschodnioeuropejskim oraz europejskim cyklu. W pierwszej z nich (w zespole Motopark Academy) pięciokrotnie stanął na najniższym stopniu podium, a w klasyfikacji generalnej uplasował się na 4. pozycji. W drugiej natomiast (w ekipie Motopark Arena) sześciokrotnie sięgał po punkty, najwyższą lokatę osiągając w drugim wyścigu na francuskim torze Magny-Cours, gdzie zajął piąte miejsce. W statystykach zapisał się także jako autor najszybszego okrążenia sobotnich zmagań na niemieckim Nürburgringu. Uzyskane punkty uplasowały go na 12. lokacie.
W sezonie 2008 (w Eurotek Motorsport) wystartował w sześciu rundach Brytyjskiej Formule 3. W tym czasie zdobył jednak zaledwie jeden punkt, za dziesiątą pozycję w drugim wyścigu na belgijskim torze Spa-Francorchamps, która usadowiła go ostatecznie na 19. pozycji. Brytyjczyk zaliczył również udział w jednej eliminacji Formuły 3 Euroseries (na Hockenheimringu) oraz Międzynarodowej Formuły Master (na Monzy). W obu przypadkach nie spisał się jednak najlepiej, będąc dalekim od zdobycia punktów.
W 2009 roku nawiązał współpracę z mistrzowską ekipą Carlin Motorsport w brytyjskiej F3. Z brytyjskim zespołem wziął udział w zaledwie dwóch rundach, po czym opuścił serię. Oliver kończąc zmagania pod koniec pierwszej dziesiątki, uzyskał punkty, które pozwoliły mu zająć 18. miejsce w końcowej klasyfikacji.
Na sezon 2010 Oakes podpisał kontrakt z zespołem Atech GP, na starty w nowo utworzonej Serii GP3. Pomimo uczestnictwu we wszystkich wyścigach, Oliver nie zdobył punktów. Najbliżej sukcesu znalazł się podczas sprintu na torze Silverstone, gdzie uplasował się na ósmej pozycji.

## Wyniki w GP3
| Legenda oznaczeń w tabelach wyników Wyświetl szablon na nowej stronie | Legenda oznaczeń w tabelach wyników Wyświetl szablon na nowej stronie                                                                     |
| Oznaczenie                                                            | Wyjaśnienie |
| --------------------------------------------------------------------- | --- |
| Złoty                                                                 | Zwycięzca lub mistrzostwo |
| Srebrny                                                               | 2. miejsce lub wicemistrzostwo |
| Brązowy                                                               | 3. miejsce lub II wicemistrzostwo |
| Zielony                                                               | Ukończył, punktował (w klasyfikacji generalnej, gdy zdobył co najmniej jeden punkt na przestrzeni sezonu, poza trzema powyższymi opcjami) |
| Niebieski                                                             | Ukończył, nie punktował (w klasyfikacji generalnej, gdy nie zdobył co najmniej jednego punktu na przestrzeni sezonu)                      |
| Czerwony                                                              | Nie zakwalifikował się (NZ) |
| Czerwony                                                              | Nie prekwalifikował się (NPK) |
| Różowy                                                                | Nie ukończył (NU) |
| Różowy                                                                | Niesklasyfikowany (NS) (w klasyfikacji generalnej, gdy nie został sklasyfikowany w żadnym wyścigu sezonu)                                 |
| Czarny                                                                | Zdyskwalifikowany (DK) |
| Czarny                                                                | Wykluczony (WYK/EX) |
| Biały                                                                 | Nie wystartował (NW) |
| Biały                                                                 | Kontuzjowany (K/INJ) |
| Biały                                                                 | Wyścig odwołany (OD/C) |
| Bez koloru                                                            | Został wycofany (WYC/WD) |
| Bez koloru                                                            | Nie przybył (NP/DNA) |
| Bez koloru                                                            | Nie brał udziału w treningach (NT/DNP) |
| Bez koloru                                                            | Nie został zgłoszony (–) |
| Pogrubienie                                                           | Start z pole position |
| Kursywa                                                               | Najszybsze okrążenie wyścigu |
| †                                                                     | Nie ukończył, ale jego rezultat został zaliczony ze względu na przejechanie więcej niż 90% dystansu wyścigu.                              |
| *                                                                     | Sezon w trakcie |
| 1/2/3                                                                 | Punktowana pozycja w sprincie kwalifikacyjnym                                                                                             |
| Lista systemów punktacji Formuły 1                                    | |

| Rok  | Zespół               | Wyniki w poszczególnych eliminacjach | Wyniki w poszczególnych eliminacjach | Wyniki w poszczególnych eliminacjach | Wyniki w poszczególnych eliminacjach | Wyniki w poszczególnych eliminacjach | Wyniki w poszczególnych eliminacjach | Wyniki w poszczególnych eliminacjach | Wyniki w poszczególnych eliminacjach | Wyniki w poszczególnych eliminacjach | Wyniki w poszczególnych eliminacjach | Wyniki w poszczególnych eliminacjach | Wyniki w poszczególnych eliminacjach | Wyniki w poszczególnych eliminacjach | Wyniki w poszczególnych eliminacjach | Wyniki w poszczególnych eliminacjach | Wyniki w poszczególnych eliminacjach | Punkty | Pozycja |
| ---- | -------------------- | ------------------------------------ | ------------------------------------ | ------------------------------------ | ------------------------------------ | ------------------------------------ | ------------------------------------ | ------------------------------------ | ------------------------------------ | ------------------------------------ | ------------------------------------ | ------------------------------------ | ------------------------------------ | ------------------------------------ | ------------------------------------ | ------------------------------------ | ------------------------------------ | ------ | ------- |
| 2010 | ATECH CRS Grand Prix | ESP                                  | ESP                                  | TUR                                  | TUR                                  | VAL                                  | VAL                                  | GBR                                  | GBR                                  | DEU                                  | DEU                                  | HUN                                  | HUN                                  | BEL                                  | BEL                                  | ITA                                  | ITA                                  | 0      | 28      |
| 2010 | ATECH CRS Grand Prix | 14                                   | 10                                   | 12                                   | NU                                   | NU                                   | 19                                   | 13                                   | 8                                    | 13                                   | 20†                                  | 16                                   | 10                                   | 17                                   | 10                                   | 12                                   | 9                                    | 0      | 28      |